# Schizonycha pectoralis
Schizonycha pectoralis är en skalbaggsart som beskrevs av Moser 1921. Schizonycha pectoralis ingår i släktet Schizonycha och familjen Melolonthidae. Inga underarter finns listade i Catalogue of Life.